# 铜版体

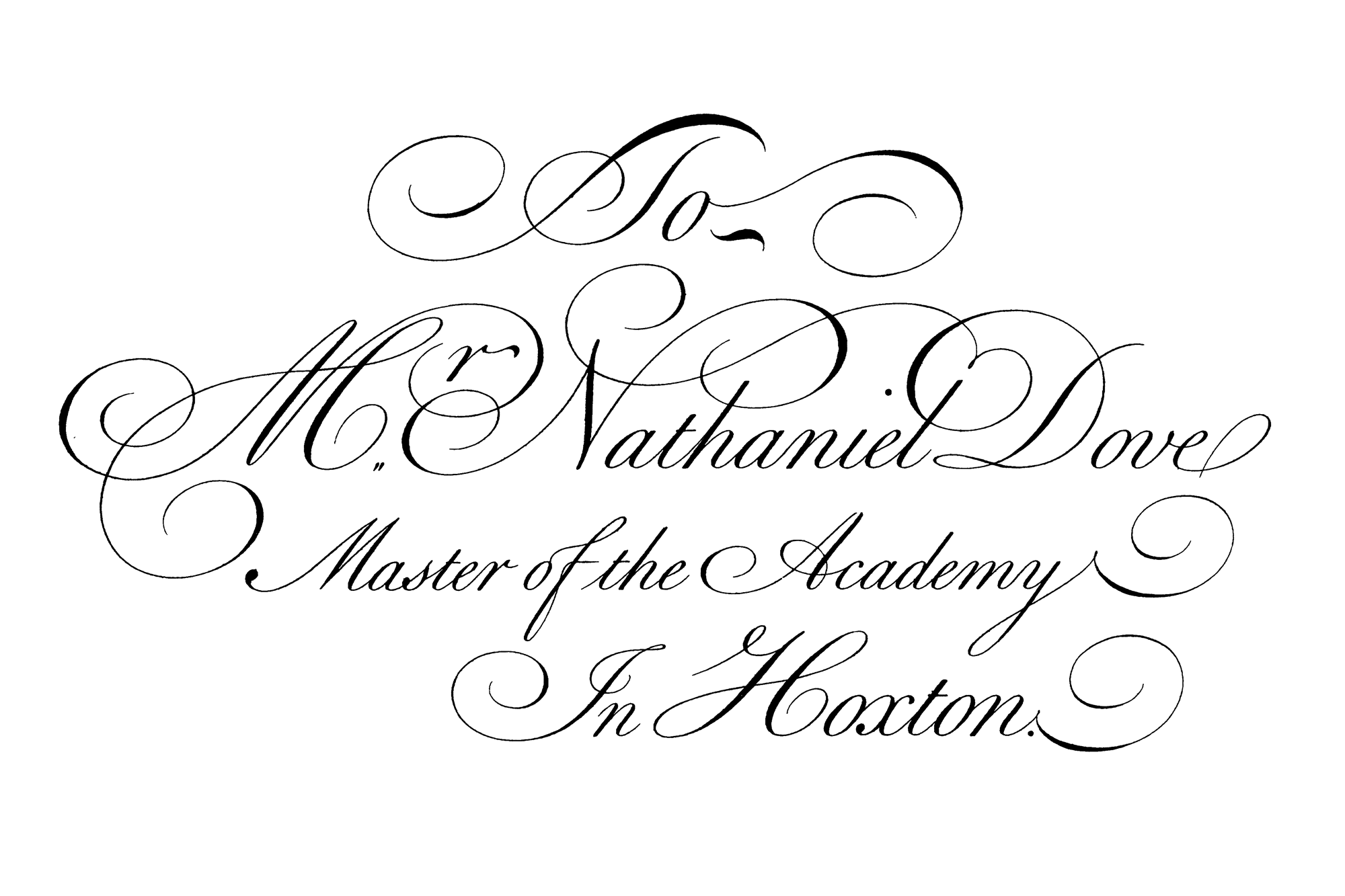
出版于1740年前后的《The Universal Penman》第194页上的铜板体文字。图中的例子融合了乔治·比卡姆的圆手写体和雕刻风格。

铜版体（英語：copperplate script）是一种与英式圆手写体相关的常见书法风格。虽然经常用作各种尖笔书法风格的总称，但准确地说，铜版体指的是用凹版印刷法创作的抄本中的字体风格。
铜板体是有史以来最著名、最受欢迎的书法风格之一。早期书写这种字体需要使用细尖的羽毛笔。后来，随着工业化的兴起，更灵活、更耐用的细尖金属笔尖开始广泛使用。许多人致力于规范铜版字的美学标准，其中书法家、雕刻家乔治·比卡姆的贡献最大，他在《The Universal Penman》（1733-1741）一书中收集了25位富有天赋的伦敦书法家的手写样本。铜版体无疑是17和18世纪使用最广泛的字体，它的影响不仅遍及欧洲，而且也到达了北美。